# Red Fish (Oglala)
Red Fish (englisch, deutsch: „Roter Fisch“; Lakota: Hoǧáŋ Lúta, „Scharlachroter Fisch“) war ein Häuptling der Oglala-Lakota in den 1840er-Jahren. Er traf sich 1848 mit dem Jesuitenmissionar Pater Pierre-Jean De Smet in Fort Pierre in South Dakota. Red Fish bat De Smet um dessen Hilfe, seine Tochter zurückzugewinnen, die von den Crow entführt worden war, nachdem Red Fish ohne Anlass einen verheerenden Überfall auf sie verübt hatte.
Red Fish nahm an der Unterzeichnung des Vertrages von Fort Laramie 1851 teil, bei dem er mit seinem Sohn One Horn/Lone Horn (* um 1814; † 1875) als Stellvertreter der Minneconjou fungierte. Er verhandelte mit dem Crow-Häuptling Big Robber, um regionale Grenzen festzulegen.